# Remolino
Remolino é um município da Colômbia, localizado no departamento de Magdalena.